# Liz Claiborne
Anne Elisabeth Jane Claiborne, conocida como Liz Claiborne (Bruselas, 31 de marzo de 1929 - Nueva York, 26 de junio de 2007), fue una diseñadora de ropa femenina en Estados Unidos, que cobró fama en los años 70 con el desembarco masivo de la mujer profesional en el mundo de la empresa.

## Biografía
En su juventud se trasladó a Estados Unidos (1949), y residió en Nueva Orleans, Luisiana. Años más tarde, se fue a vivir a San Timoth, un internado que había entonces en Catonsville, Maryland. Al finalizar sus estudios, se fue a Europa a estudiar Arte. En 1949, ganó la Competición de Diseño Nacional de Jacques Heim y un tiempo más tarde se trasladó a Nueva York donde trabajó como artista en la casa Sportswear Tina Leser. También trabajó como diseñadora para Dan Keller y el Grupo Juvenil la S.A., antes de fundar su propia empresa de diseño, Liz Claiborne S.A., en 1976, lo que supuso un claro desafío en un momento en que el sector estaba controlado por hombres.
Su intención era la de crear ropa asequible y elegante para la mujer profesional que, en aquel entonces, comenzaba a incorporarse a la alta dirección de las empresas. De esta manera, el estilo característico de sus trajes y prendas femeninas se convirtieron en un emblema de las ejecutivas que trataban de romper barreras y escalar puestos en el mundo profesional.
Sin miedo a ser transgresora, reinventó el traje de chaqueta, incorporando un mayor colorido, y tratando siempre de que las prendas fueran muy femeninas y no se encareciesen en exceso.
En el año 1986, la empresa Liz Claiborne fue la primera fundada por una mujer que entró a formar parte del ranking de las 500 empresas más importantes que elabora la revista financiera Fortune. Cuando se retiró de la dirección ejecutiva de su empresa, a principios de los años 90, la compañía era la mayor fabricante de ropa de mujer de Estados Unidos, con unas ventas totales de 1.400 millones de dólares. Progresivamente la empresa ha ido contando con marcas como Dana Buchman, Juicy Couture, Ellen Tracy y Lucky Brand jeans.
Estuvo casada con Art Ortenberg y previamente con Ben Schultz. Incansable defensora de dar mayores oportunidades a la mujer en el mundo del moda, Claiborne se dedicó, tras su retiro, a las labores humanitarias, y creó con su marido una fundación caritativa dedicada a la protección del medioambiente.
Liz Claiborne falleció a los 78 años de edad en el Hospital Presbiteriano de Manhattan en el verano de 2007, a consecuencia del cáncer que sufría desde hacía más de una década.